# Округ Амберг-Сулцбах
Округ Амберг-Сулцбах је округ на истоку немачке државе Баварска.
Површина округа је 1.255,75 km². Децембра 2018. имао је 103.109 становника. Има 26 насеља, а седиште управе је у граду Амбергу. 
Округ је формиран 1973. Кроз њега протиче река Филс. 